# Fox Valley (Saskatchewan)
Fox Valley ist ein Dorf (Village) in der kanadischen Provinz Saskatchewan. Es ist Teil der Gemeinde Rural Municipality of Fox Valley No. 171 und liegt im Südwesten der Census Division No. 8. Fox Valley befindet sich am Highway 21, welcher direkt im Osten der Ortschaft verläuft. Die beiden Orte Leader sowie Maple Creek liegen ca. 50 bis 60 km entfernt.

## Geografische Lage
Fox Valley liegt im Südwesten der Census Division No. 8. Sie ist das einzige Dorf der RM Fox Valley No. 171 und gehört neben Inglebright und Linacre zu den drei Kommunen der Gemeinde. Etwa 28,6 km in nordöstlicher Richtung entfernt befinden sich zudem die Great Sand Hills, die zweitgrößte aktivste Düne der Provinz Saskatchewan.
Nachbargemeinden
| Linacre        | Liebenthal                                  | Prelate |
| Richmound      | Kompassrose, die auf Nachbargemeinden zeigt | Hazlet  |
| Golden Prairie | Sagathun                                    | Piapot  |

## Geschichte
Genauere Hinweise zur Gründung von Fox Valley liegen nicht vor. Experten gehen davon aus, dass der Ort zwischen 1908 und 1914 von deutsch-russischen Einwanderern gegründet wurde; etwa zur gleichen Zeit wie das benachbarte Richmount und das im Norden gelegene Liebenthal.
Unter der Herrschaft von Katharina II. wanderten Mitte des 18. Jahrhunderts zahlreiche Deutsche nach Russland aus. Dort wurde ihnen unter anderem Religionsfreiheit und Selbstverwaltung versprochen. Jedoch hatten die Ausgewanderten kaum Rechte oder Privilegien gegenüber der dort Einheimischen und waren häufig Diskriminierungen und Anfeindungen ausgesetzt. Dies führte schließlich dazu, dass Ende des 19. Jahrhunderts bzw. zu Beginn des 20. Jahrhunderts viele der dort lebenden katholischen Mennoniten nach Nordamerika immigrierten. Überwiegend wanderten Russlanddeutsche aus den Gebieten der Region Beresan nahe Odessa der heutigen Ukraine, der Halbinsel Krim sowie aus Kutschurhan und Schwarzmeerdeutsche aus Bessarabien (dem heutigen Moldawien) nach Kanada und den USA aus. Einige der ersten Siedler aus dem Gebiet um Fox Valley siedelten später nach South und North Dakota über.
Im Jahr 1911 wurde das Postamt gegründet, welches bis heute in Betrieb ist. Die Gründung der Gemeinde Rural Municipality of Fox Valley No. 171 geht auf das Jahr 1913 zurück. Am 30. August 1928 erhielt Fox Valley den Status als Dorf (engl. Village).

## Demografische Entwicklung
| Jahr | Einwohner |
| ---- | --------- |
| 1981 | 380       |
| 1986 | 394       |
| 1991 | 360       |
| 1996 | 359       |
| 2001 | 326       |

| Jahr | Einwohner |
| ---- | --------- |
| 2006 | 295       |
| 2011 | 260       |
| 2016 | 249       |
| 2021 | 259       |

Nach Angaben der Volkszählung von 1981 hatte Fox Valley etwa 380 Einwohner. Bis zum Jahr 1986 stieg dieser Wert um 3,7 % auf 394. Nach der dritten Volkszählung von 1991 betrug die Einwohnerzahl des Ortes 360; somit fiel diese um bis zu 8,6 %. Auch in den darauffolgenden Jahren sank die Zahl der in Fox Valley lebenden Personen. Ihren niedrigsten Wert erreichte sie im Jahr 2016. In dieser Zeit wurden nur 249 Einwohner registriert.
Ab 2016 bis zum Jahr 2021, der jüngsten Volkszählung, stieg die Einwohnerzahl wieder um 4,0 % auf 259 an. Davon lebten etwa 114 Personen in Privathaushalten. Die Bevölkerungsanzahl betrug etwa 369,7 pro km² bei einer Fläche von 0,70 km².
Etwa 90 % der insgesamt 259 Einwohner waren zum Zeitpunkt der im 2021 durchgeführten Volkszählung 65 Jahre oder älter. Am größten war die Anzahl der 15- bis 64-Jährigen: Diese betrug 180, wobei die 30- bis 34-Jährigen die größte Altersgruppe in diesem Bereich darstellen.

## Sonstiges
- Der Name des Ortes geht auf einen Mr. Strong zurück, der sich Fuchsjunge als Haustiere hielt.[6]
- Die Wirtschaft ist ausschließlich von der Landwirtschaft sowie der Förderung von Erdgas geprägt.
- Fox Valley ist Heimat der Fox Valley School. Diese wiederum gehört zur sog. Chinook School Division No. 211. Die „Fox Valley Legends“ sind das Sportteam der Schule.
- Neben dem Postamt verfügt der Ort zusätzlich über eine kleine Eissporthalle, eine Curling-Bahn, ein Schwimmbad sowie über einen Campingplatz[7] und ein Jugendzentrum.
- Südlich des Dorfes verläuft der Highway 371, wo er sich im Südosten mit dem Highway 21 kreuzt.
- Foy Valley erhielt im Jahr 1924 einen Anschluss an die Canadian Pacific Railway. Die Strecke ist heute jedoch stillgelegt.